# 栃木都賀ジャンクション

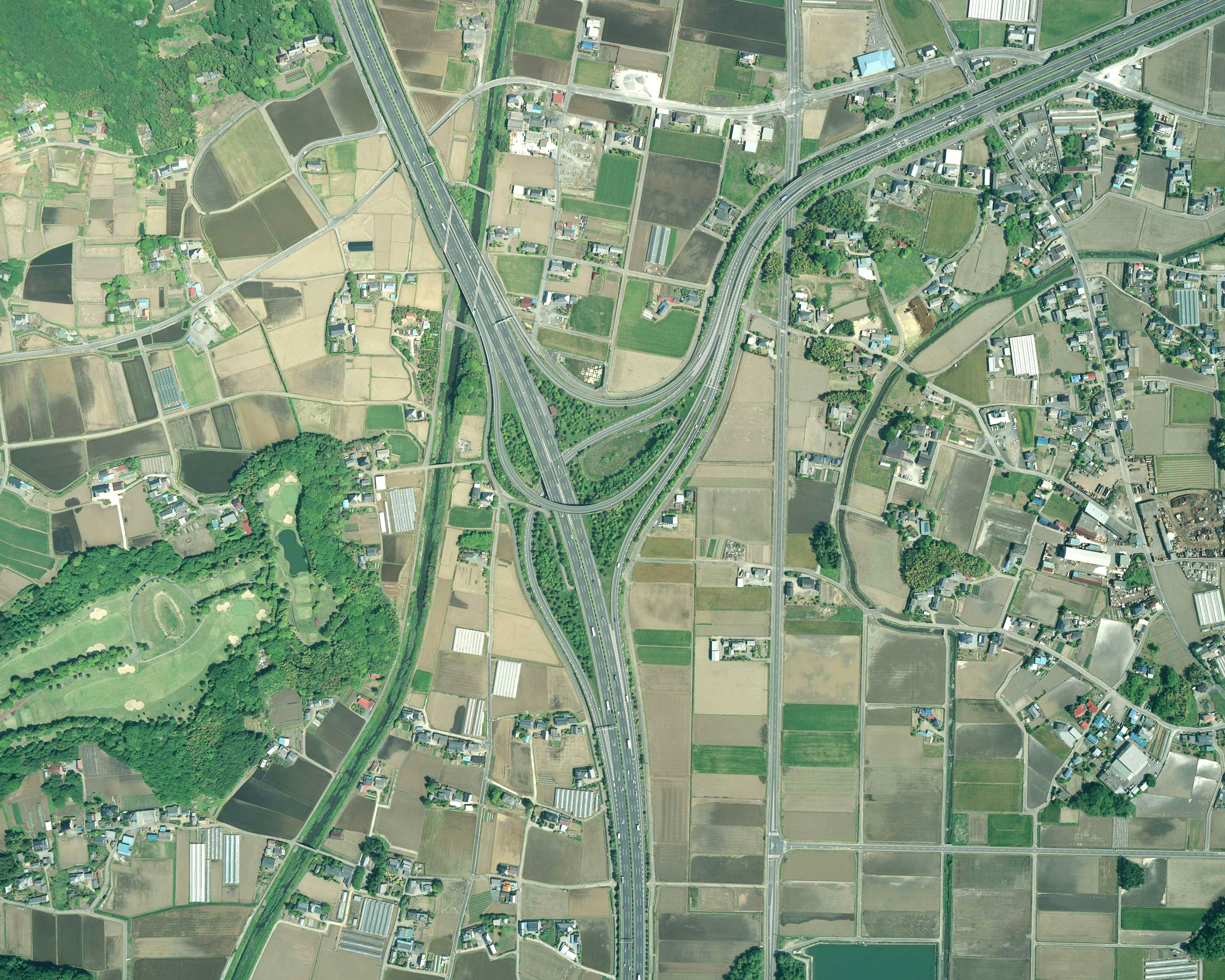
当JCT周辺の空中写真。
。2010年5月17日撮影の画像を使用作成。

栃木都賀ジャンクション（とちぎつがジャンクション）は、栃木県栃木市都賀町木にある、東北自動車道と北関東自動車道（栃木 - 茨城区間）を接続するジャンクション (JCT) である。名称は、供用開始当時の所在地がかつての栃木市と旧下都賀郡都賀町の市町境であったことにちなむ。

## 歴史
- 2000年（平成12年）7月27日：栃木都賀JCT - 宇都宮上三川IC間開通に伴い、供用開始[1]。

## 接続する道路
- E4 東北自動車道（8-1番）
- E50 北関東自動車道（8-1番）

北関東道のキロポストは当JCTを起点としているが、数字は100から始まる。

## 隣
E4 東北自動車道
(8) 栃木IC - (8-1) 栃木都賀JCT - (8-2) 都賀西方PA/SIC - (9) 鹿沼IC
E50 北関東自動車道
(8) 栃木IC（岩舟JCTまで東北道との重複区間） - (8-1) 栃木都賀JCT - (8) 都賀IC